# Devadesátka pokračuje
Devadesátka pokračuje je román pro mládež českého spisovatele Jaroslava Foglara. Původně vycházel v letech 1945–1947 na pokračování v časopisech Junák a Vpřed, knižně byl poprvé vydán v roce 1969. Navazuje na knihu Pod junáckou vlajkou z roku 1940 a vypráví o dalších dobrodružstvích skautského oddílu Devadesátky a chlapce Mirka, z něhož se stal jeden z nejlepších členů oddílu. Značnou část příběhu zaujímá námět dlouhodobé dobrodružné hry Alvarez, kterou Foglar původně vymyslel a odehrál v roce 1942 se svým oddílem, pražskou Dvojkou.

## Příběh
Po návratu z letního tábora (román Pod junáckou vlajkou) a krátké přestávce se po skončení prázdnin pražský 90. oddíl vrátí ke své běžné činnosti. Někteří chlapci z Devadesátky však začnou své skautské zásady zanedbávat a po jednom sporu dokonce několik chlapců oddíl opustí, včetně vůdce družiny Lišek. Oddílový vedoucí Tapin je tím zklamán. Rozhodne se, že vůdcem Lišek se stane Mirek Trojan, z nějž se postupně stal jeden z nejvěrnějších členů oddílu. Toho však začne znovu vydírat Ondra, jemuž Mirek před rokem podepsal úpis, v němž se zavazuje, že ve skautském oddílu ukradne stan. Jelikož Tapin už Mirkovi jeho prohřešek odpustil, Ondra tentokrát vyhrožuje, že úpis ukáže jeho rodičům. Mirek se rozhodne, že si na svou stranu získá zbylé dva chlapce ze své bývalé party, Josku a Přemíka. Znovu s nimi naváže přátelství a přesvědčí je, aby Ondru opustili a rovněž vstoupili do oddílu. Od Josky získá Ondrovu tajnou obálku, v níž nalezne plánek k místu, kde je jeho úpis ukryt. Podaří se mu jej najít a spálit, a tak věří, že má od Ondry navždy pokoj. Navíc se do Devadesátky vrátí jeho dříve nejbližší přítel Jiří, jenž po táboře z oddílu odešel. Zatímco Joska je Devadesátkou nadšen, Přemík po krátké době přestane oddíl navštěvovat a vrátí se k Ondrovi.
Do Devadesátky se postupně začne vkrádat špatná nálada, chlapci přestanou mít o oddíl větší zájem a začnou si uvnitř něj vyvářet uzavřené skupinky a partičky, což Mirek i Tapin sledují s nelibostí. Právě Jiří se blízce spřátelí s Joskou a Mirek postrádá v oddílu opravdového přítele. Aby Tapin chlapce znovu získal pro oddílovou činnost, vymyslí na jaře napínavou dlouhodobou hru Alvarez. Nesouhry v Devadesátce se přenesou i na letní tábor, kde chlapci pokračují v Alvarezovi, což je jediná činnost, která je opravdu baví. Při jedné soutěži, kdy mají nalézt plechové pouzdro ve vodě prudkého potůčku, se Jiřímu s Joskou podaří splnit úkol téměř okamžitě, a Mirkova družina Lišek tak v této části vyhraje. Při další noční soutěži však Mirek odhalí, že za Joskou na tábor přijel Ondra, který mu úkryt pouzdra prozradil. Mirek je hořce zklamán, že se Jiří a Joska spřátelili s Ondrou, který mu učinil tolik zlého, a dokonce se uchýlili k podvodu. Proto záměrně noční soutěž prohraje. Jiří s Joskou si uvědomí svou špatnost a požádají Mirka o odpuštění. V posledním dni soutěže zásluhou Josky a Jiřího družina Lišek ale spravedlivě zvítězí. Mirek chlapcům odpustí a skautský oddíl se po dobrodružné hře vrátí domů usmířený a jednotný.

## Vznik a vydávání
O pokračování románu Pod junáckou vlajkou žádal Jaroslava Foglara Miloš Zapletal. Navazující příběh byl opět inspirovaný zážitky z Dvojky, včetně první dlouhodobé hry Alvarez, kterou Foglar vymyslel na podkladě knihy Dobytí Mexika, kterou právě četl. Hru se svým oddílem, pražskou Dvojkou, hrál od března 1942 a jejím vyvrcholením byl Tábor Alvareze v létě téhož roku. Román začal Foglar začal psát krátce po skončení druhé světové války, vydáván byl na pokračování pod názvem Devadesátka pokračuje v časopisu Junák, jehož se stal šéfredaktorem. První část vyšla v říjnu 1945, na jaře 1946 ale Foglar přešel do časopisu Vpřed, který převzal i pokračování vydávání románu. Závěrečný díl vyšel ve Vpředu v únoru 1947. Ještě během toho roku měla následovat knižní podoba, k níž ale už nedošlo. Prvního knižního vydání se tak román dočkal až v září 1969 v nakladatelství Olympia, tedy po skončení prvního zákazu vydávání Foglarových děl.

### Knižní česká vydání
Přehled knižních vydání v češtině:
- 1969 – 1. vydání, nakladatelství Olympia, ilustrace Bohumil Konečný a Gustav Krum, obálka Gustav Krum
- 1991 – 2. vydání, nakladatelství Olympia, ilustrace Bohumil Konečný a Gustav Krum, obálka Ervín Urban, ISBN 80-7033-144-5 (edice Sebrané spisy, sv. 5)
- 1995 – 3. vydání, nakladatelství Olympia, ilustrace Bohumil Konečný a Gustav Krum, obálka Gustav Krum, ISBN 80-7033-378-2 (edice Sebrané spisy, sv. 5)
- 1998 – 4. vydání, nakladatelství Olympia, ilustrace Bohumil Konečný a Gustav Krum, obálka Gustav Krum, ISBN 80-7033-501-7 (edice Sebrané spisy, sv. 5)
- 2000 – dotisk 4. vydání, nakladatelství Olympia, ilustrace Bohumil Konečný a Gustav Krum, obálka Gustav Krum, ISBN 80-7033-501-7 (edice Sebrané spisy, sv. 5)
- 2005 – 5. vydání, nakladatelství Olympia, ilustrace Bohumil Konečný a Gustav Krum, obálka Gustav Krum, ISBN 80-7033-888-1 (edice Sebrané spisy, sv. 5)
- 2023 – 6. vydání, nakladatelství Albatros, ilustrace Marek Pokorný, příloha: Alvarez, ISBN 978-80-00-07242-5 (řada Foglarovky)

### Další vydání
Další česká vydání:
- 1945–1946 – na pokračování v časopisu Junák (28. ročník, č. 1–18), nedokončeno
- 1946–1947 – na pokračování v časopisu Vpřed (1. ročník, č. 25–38, 2. ročník, č. 1–16), navazuje na vydávání v Junáku

## Adaptace
Román byl upraven pro rozhlasové vysílání. V režii Jana Fuchse role ztvárnili Alfred Strejček, Karel Vlček, Ondřej Kepka a Robert Tamchina.